# Etnias de Eritrea

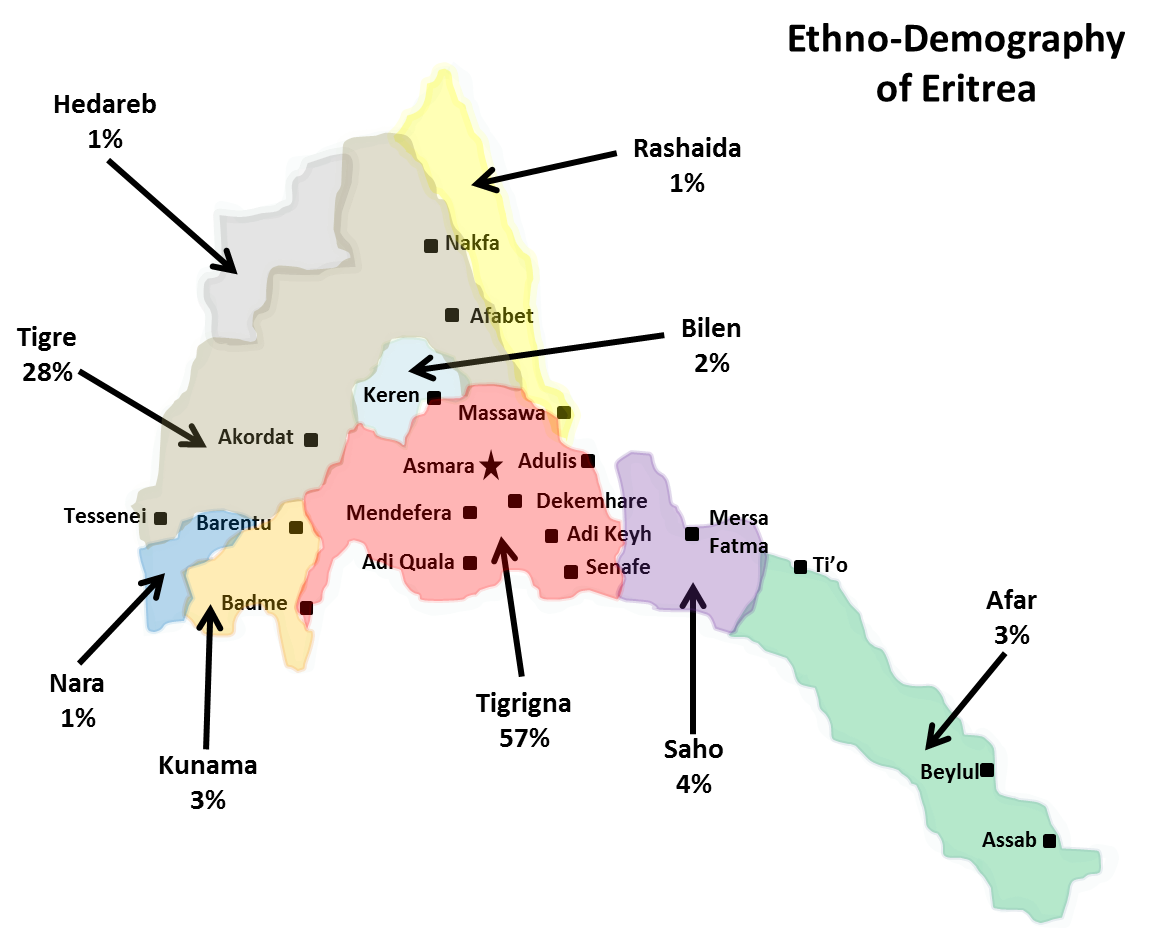
Mapa étnico de Eritrea

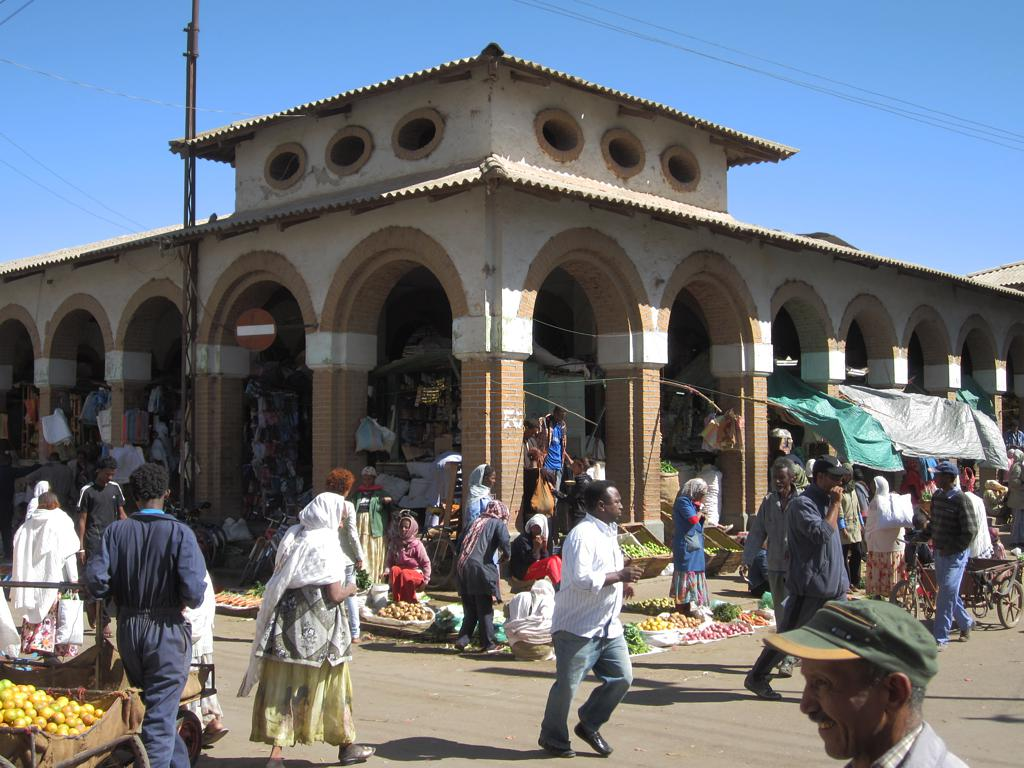
Mercado central o shuq en Asmara, Eritrea

Hay nueve etnias oficialmente reconocidas en Eritrea, de los cuales los más abundantes son los tigray (55%), los tigré (30%), los saho (4%), los kunama (2%), los rashaida (2%), los bilen (2%), y otros como los afar, los hedareb, los nara, los beni-amir (subgrupo de los beja), etc. A grandes rasgos, la mitad son cristianos y la mitad musulmanes, con solo un 2% que no profesa ninguna religión. El estado reconoce la Iglesia ortodoxa de Eritrea, la Iglesia católica eritrea, la Iglesia evangélica luterana de Eritrea y el Islam sunita. Las lenguas oficiales son el idioma tigriña, el árabe y el inglés; además, se hablan el tigré, el kunama, el afar y otras lenguas cushitas.

## Perfil demográfico
Es difícil conocer la población exacta de Eritrea, que según las fuentes varía entre 3,5 millones de habitantes y 5,9 millones de habitantes.
Eritrea es un país pobre que ha hecho sustanciales mejoras en algunos aspectos socioeconómicos, aunque no en todos. Se ha conseguido que el índice de alfabetización alcance el 74% en 2015, a pesar de la dispersión de la población. La agricultura de subsistencia apenas cubre las necesidades de una creciente población a causa de las persistentes sequías, la disminución de las tierras cultivables, el sobrepastoreo, la erosión del suelo y la reducción de granjeros debido a la emigración (a Sudán, Etiopía, Yemen, Egipto o Israel, en busca de trabajo) y la militarización. En el desierto de Sinaí son víctimas propiciatorias del tráfico de seres humanos.
El 40% de la población tiene menos de 14 años y solo el 4% tiene más de 65 años. La edad media es 20 años. En 2018, el índice de natalidad era de 29,1 niños por 1.000 habitantes, y la de mortalidad, de 7 niños por 1000 habitantes. La tasa de migración fue de 13,1 personas por 1000. En 2019, la población urbana era del 40,7%, con 929.000 personas en Asmara, la capital. La tasa de fertilidad era de 4 hijos por mujer, la esperanza de vida de 65,6 años y la mortalidad infantil de 44,4 niños por 1000 nacidos.

## Grupos étnicos

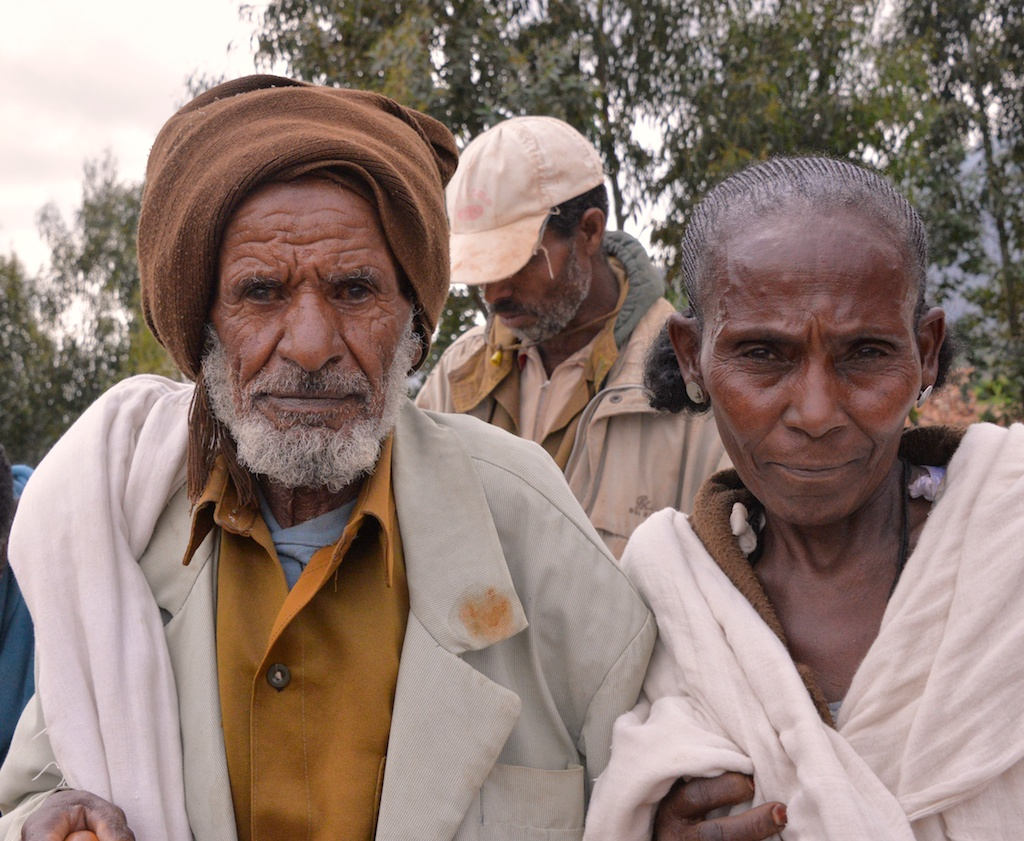
Tigrais en Etiopía

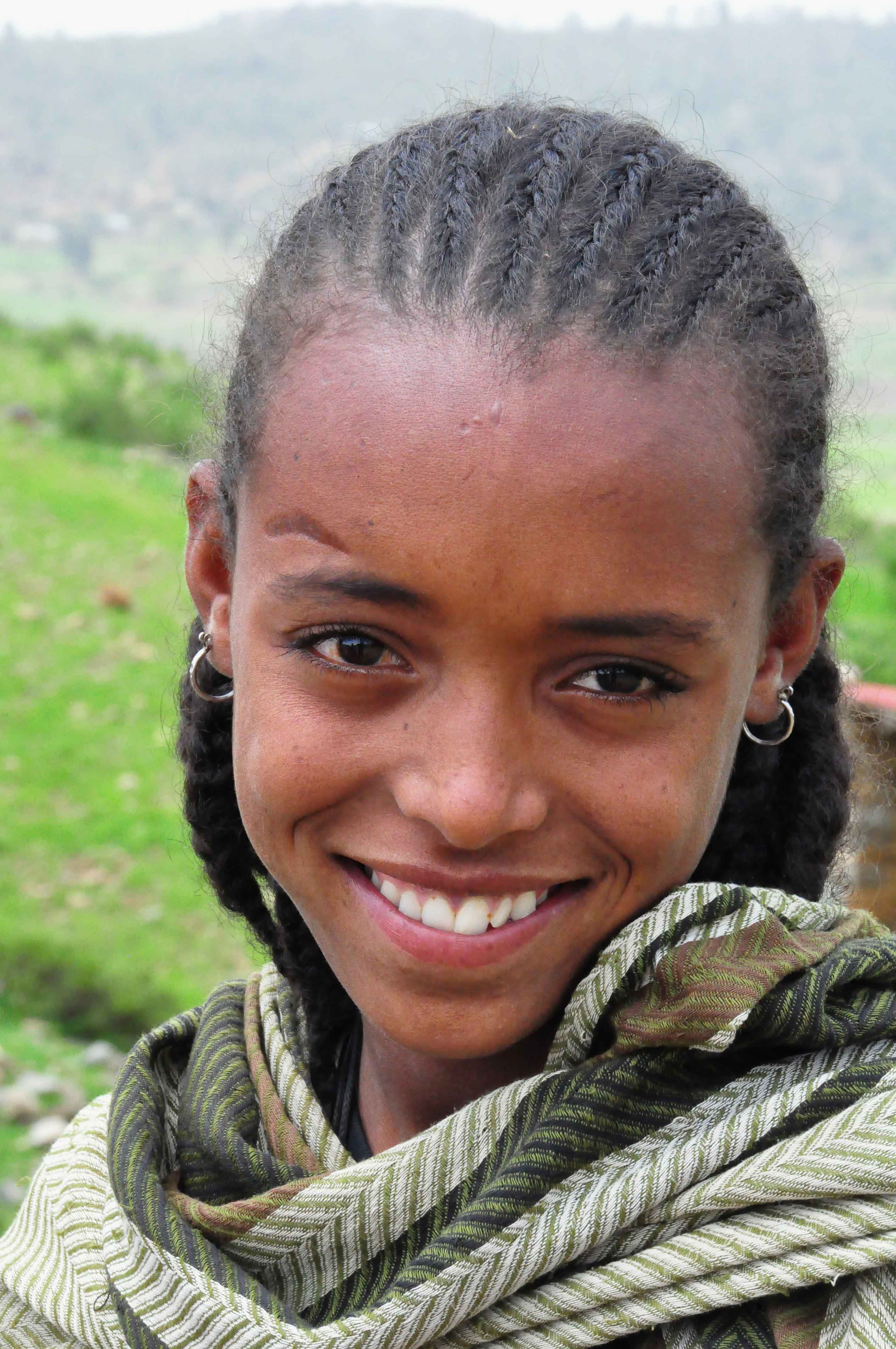
Pastora tigré en Eritrea

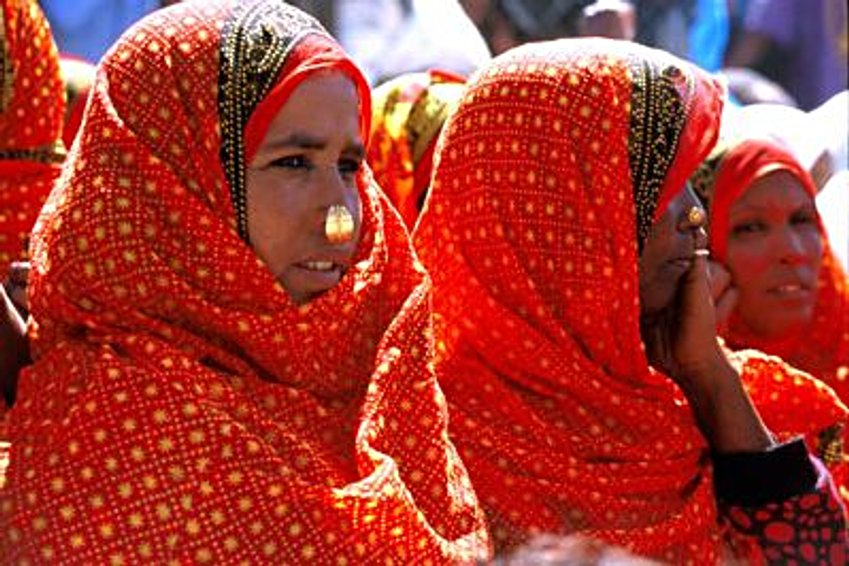
Mujeres saho de Eritrea con el atuendo tradicional

### Tigrayo tigriña
Más de la mitad de la población (55-57%), entre 1,7 y 3 millones según la fuente, además de los 4,5 a 6 millones en Etiopía y en torno a medio millón en la diáspora. Presumen de llevar en esta región más de 2000 años. Hablan una lengua semítica, el idioma tigriña, que se escribe según un antiguo alfabeto llamado ge'ez. Son principalmente cristianos coptos, católicos y protestantes, con un pequeño grupo de musulmanes. La mayoría son cristianos de la Iglesia ortodoxa de Eritrea. Practican la agricultura (sorgo, mijo, maíz, trigo y teff, una hierba poácea (gramínea) de semilla comestible, así como la ganadería con rebaños de vacas, ovejas y cabras, y también abejas. Viven sobre todo en el macizo Eritreo, que es una continuación hacia el norte del macizo Etíope. El mito los considera hijos de Sem, el hijo mayor de Noé.

### Tigré
Un tercio de los eritreos (30%), unos 700.000. Están relacionados con los Tigray, aunque son un grupo étnico distinto, y los beja. Viven en el noroeste, en la frontera con Sudán, en el norte y zonas bajas de la costa, y están compuestos casi totalmente por pastores nómadas que se mueven con sus rebaños de vacas, cabras, ovejas y camellos en pequeños clanes. Hablan también una lengua semítica, el idioma tigré, descendiente del ge'ez. El mayor grupo de los tigré es la de los beni-amir, una rama de los pueblos beja. La mayoría son musulmanes. Algunos practican la agricultura de sorgo, trigo, cebada y linaza. Viven en chozas de techo cónico. Se consideran descendientes de los egipcios.

### Saho
Unos 250.000 a principios de siglo, según la Enciclopedia Britannica. Viven en las llanuras costeras del sur de Eritrea, en la frontera con el estado de Tigray de Etiopía, a los pies de las colinas de Akeleguzai y Samhar . Eran un pueblo nómada con grandes rebaños de camellos, cabras y ovejas, que se ha ido volviendo sedentario y ahora son granjeros de subsistencia en su mayoría. Muchos son musulmanes sufíes o practican el misticismo musulmán, pero algunos grupos, como los minifere y los debri-mela incluyen musulmanes y cristianos. Su estructura social está basada en clanes y subclanes procedentes de un antepasado común. Cada sub-tribu está dividida en numerosos grupos parentales que lleva el nombre del fundador del linaje. Por su situación, son bilingües, hablan saho y trigriña, saho y tgre o saho y afar, aunque entre la gente joven empieza predominar el árabe también.

### Kunama
Cerca de 200.000 en Eritrea. Viven en áreas remotas entre los ríos Mareb y Tekezé, cerca de la frontera etíope. Hablan la lengua kunama, que pertenece a la familia lingüística nilo-sahariana y está estrechamente vinculada al idioma nara. A pesar de que los kunama aún practican sus credos tradicionales, la mayoría ha adoptado el cristianismo y el islam. Muchos viven en las fértiles llanuras del Gash-Setit, también conocidas como Gash-Barka, región en donde los kunamas suelen referirse como "el granero de Eritrea". Durante gran parte de su existencia fueron un pueblo nómada que se hizo sedentario y se convirtió en un pueblo de pastores y agricultores. Históricamente, los kunamas han sido dominados por otros grupos étnicos y se han visto forzados a abandonar sus territorios ancestrales, ya que, junto con los nara, eran los habitantes originales de Eritrea. Están divididos en clanes y subclanes matriarcales entre los que se incluyen los lakka, nataka, alaka, serma, sogona, akartakara, shila, kara, jula, etc.

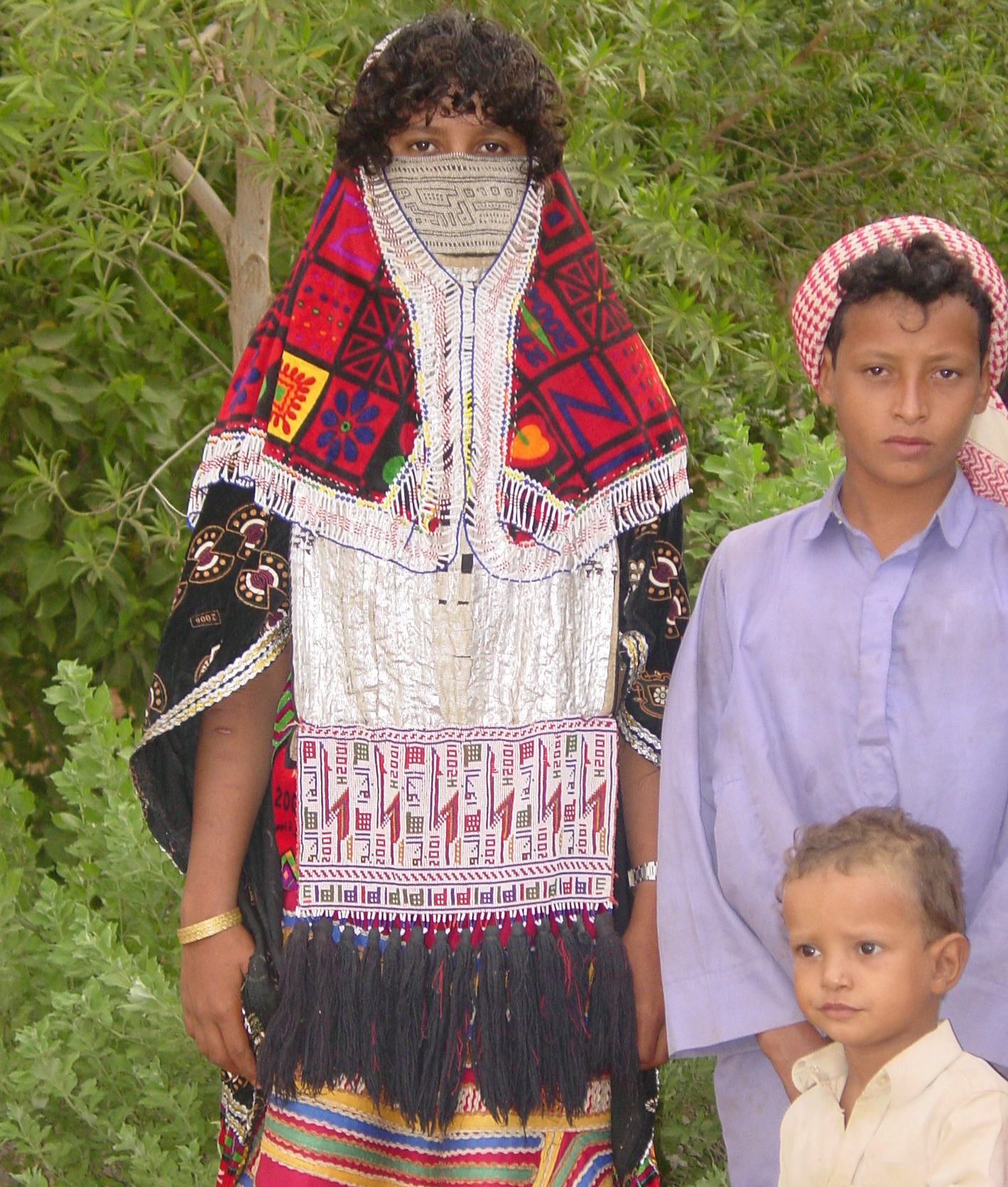
Familia rashaida, descendientes de beduinos árabes, en Eritrea

### Rashaida
Eran unos 78.000 en 1996. Son una tribu de beduinos árabes que proceden de Hiyaz, en Arabia Saudí. Emigraron a Eritrea y nordeste de Sudán en 1846 debido a una guerra étnica. Son musulmanes suníes, hablan el árabe y el tigriña. Suelen vivir en comunidades aisladas, aunque se han dado matrimonios con mujeres tigré. Son nómadas que viven en tiendas de piel de cabra, pastorean cabras y ovejas de las que conocen su pedigrí de varias generaciones. Las mujeres son conocidas por su vestidos rojos y negros y sus burkas birdados con hilos de plata, cuentas y, a veces, perlas. Les cubren el rostro cuando cumplen 5 años, salvo los ojos. Los matrimonios con concertados por las familias, aunque en cierto modo, las mujeres pueden elegir. Tras la guerra de independencia, en 1991, el gobierno les ofreció tierras en Sheeb, 50 km al noroeste de Massawa, para que se asentaran.

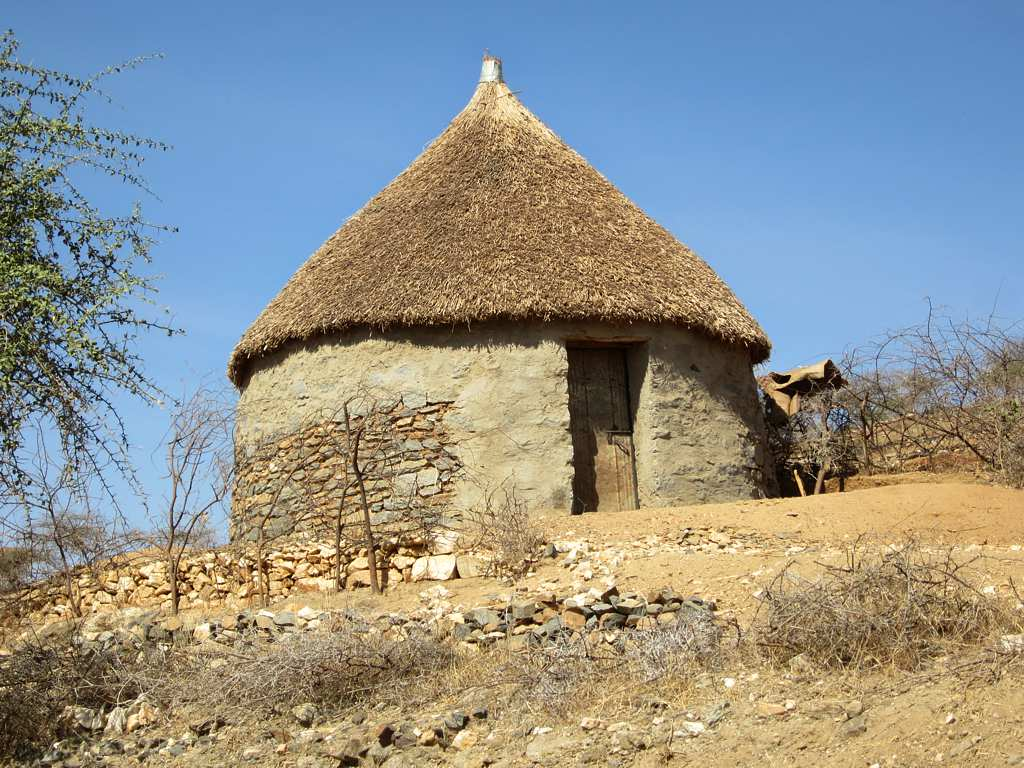
Casa tradicional del pueblo bilen, al este de Keren

### Bilen
Unos 100.000. También llamados bogos o agaws del norte, son un pueblo cusita que vive en el centro de Eritrea, en torno a la ciudad de Keren, la segunda del país. Dos tercios son musulmanes y el resto cristianos. Su sociedad se organiza en torno a grupos emparentados. Las mujeres son conocidas por sus ropas de brillantes colores y por el anillo nasal que indica su estatus social. Lo ritos matrimoniales son importantes. El alimento principal es el mijo, seguido de los productos lácteos derivados de la crianza de vacas por los granjeros. También se consumen abundantes frutas y verduras y se cocina con aceites de sésamo y nug. Viven en casas fijas construidas por la comunidad de acuerdo a las necesidades. Hablan una lengua cusita llamada bilin, y mucho hablan el tigriña o el tigré, y, entre la gente joven, el árabe.

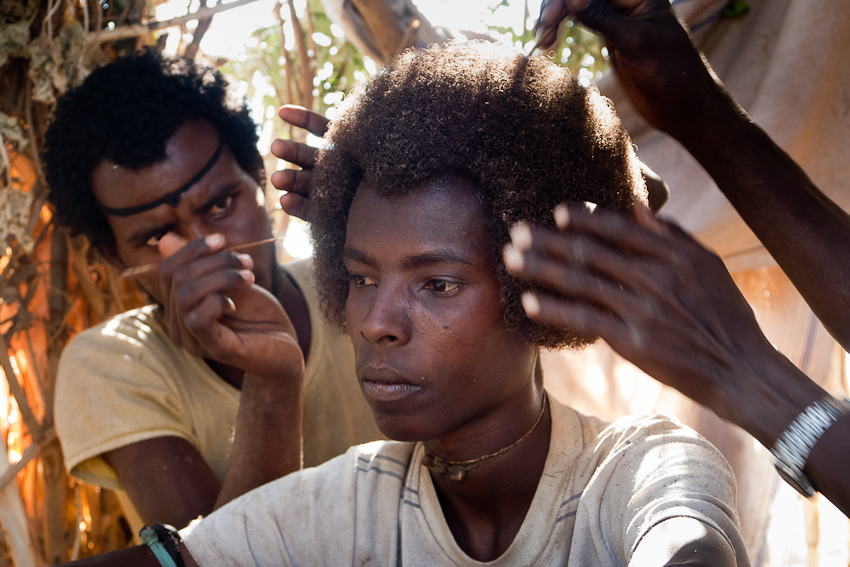
Corte de pelo afar

### Afar
También llamados Danakil, Adali y Odali, son unos 260.000 en el extremo sur de Eritrea, de una población de varios millones repartidos por Etiopía (desierto de Danakil), Eritrea y Djibuti. Hablan el idioma afar, una lengua cushita. Viven en reinos independientes, cada uno gobernado por su propio sultán. Son musulmanes sunitas y están divididos además en clanes familiares patrilineales liderados por los ancianos y divididos a su vez en dos clases: lo asaimara (rojos), la clase política dominante y los adoimara (blancos), trabajadores. Son conocidos como guerreros y los hombres llevan el cuchillo tradicional llamado jilé. Son pastores nómadas que viven en viviendas precaria en un clima durísimo, criando camellos, cabras y ovejas en el desierto. Raramente tienen vacas, pescan en la costa y exportan sal de las minas, que se comercializa en camiones hacia Yibuti.

### Hidareb
También hedareb o t'bdawe, más de 200.000 en Eritrea. Son una división de los beni-amer (o amer), un subgrupo del pueblo beja. En Eritrea viven en el valle del río Barka, que fluye desde la meseta Eritrea a las llanuras de Sudán, donde vive el tercio restante. Son pastores que en el norte crían camello y en el sur, más húmedo, vacas, aunque algunos se han vuelto granjeros o trabajadores emigrantes. Forman una sociedad altamente estratificada en castas, clanes y subclanes bajo el dominio de una elite dominante. Cada clan está formado por de una a doce familias y tiene sus propios pastos. Los hedareb son musulmanes sunitas que en muchos aspectos aplican la sharia, aunque muchos creen en el mal de ojo y los jins o espíritus capaces de tomar formas animales. Los matrimonios concertados se realizan por alianzas familiares. Hablan una variante del idioma beja. En general, viven en tienda de pelo de cabra tejido construidas por las mujeres; cuando se sedentarizan, las construyen de adobe.

### Nara
Más de 50.000. Viven en la región de Gash Barka, al sudoeste de Eritrea, en el área de Barentu, en la región vecina a los kunama. Ambos pueblos son de origen nilótico, como los habitantes de una parte de Etiopía y el sur de Sudán. Los nara están divididos en cuatro clanes, con dos de ellos dominantes, los higir y los mogareb, más numerosos, y dos pequeños, los koyta y los santora. La mayoría son musulmanes, probablemente forzados en su día, además de sometidos a la persecución de los esclavistas durante siglos, con una minoría animista. Son matrilienales, y a los 14 años se convierten en adultos mediante una ceremonia. Son agricultores, cultivan sorgo, trigo, cebada, mijo, legumbres, verduras, frutos, sésamo, lino, tabaco y khat. Las comunidades consisten en una población compacta rodeada de un enjambre de asentamientos. Las casas son redondas, hechas con un entramado de ramas y arcilla, el techo cónico llega hasta el suelo. Las mujeres no suelen llevar velo, pero muchos hombres llevan turbante. Hablan el idioma nara, una lengua nilo-sahariana.